# Laatste visioen van Daniël
Het laatste visioen van Daniël staat in Daniël 10 t/m 12. Daniël 10 dient als proloog, de kern staat in hoofdstuk 11 en Daniël 12 is de epiloog. Het visioen beschrijft meerdere rijken die door meerdere koningen worden geregeerd en gaat vooral over een 'koning van het Noorden' en 'koning van het Zuiden'.
De consensus is dat de visioenen in Daniël 8 t/m 12 tussen 167 en 164 v.Chr., de periode van de opstand van de Makkabeeën, werden toegevoegd aan de voorgaande verhalen. Het laatste visioen van Daniël is een beschrijving van de ontwikkelingen vanaf het Perzische Rijk in de vijfde en zesde eeuw v.Chr. tot en met het Romeinse Rijk in de tweede v.Chr., inclusief de Makkabese opstand in 167 v.Chr.
In sommige Joodse gemeenschappen en christelijke eindtijdbewegingen ziet men het visioen (deels) als nog onvervuld.

## Visioen

### Daniël 10
In het derde jaar van Cyrus zag Daniël in zijn visioen een man die uitlegde dat hij midden in een strijd met de "vorst van Perzië" zat, alleen bijgestaan door Michaël, "jullie vorst". De "vorst van Griekenland" zal binnenkort komen, maar eerst zal hij onthullen wat er met Daniëls volk zal gebeuren.

### Daniël 11
Na Cyrus komen nog drie koningen en de vierde zal veel rijker zijn dan de eerdere. Hij zal alles op alles zetten tegen het Griekse Rijk. Daarna staat er een heldhaftige koning op, die met groot gezag regeert en doet wat hij wil. Maar hij is nauwelijks opgestaan of zijn rijk stort in en wordt opgedeeld in de vier windrichtingen.
De koning van het Zuiden zal machtig worden, maar een van zijn vorsten nog machtiger en zal in zijn plaats heersen. Zijn dochter huwt met de koning van het Noorden, maar zal worden uitgeleverd, net als haar vader en echtgenoot. Een van haar verwanten zal in plaats van haar vader optreden en dringt de vesting van de koning van het Noorden binnen. Hij neemt zijn buit mee naar Egypte en laat de koning van het Noorden met rust. Die valt op zijn beurt het zuidelijk rijk binnen. De koning van Zuiden trekt vervolgens ten strijde tegen de koning van het Noorden. Hij brengt een groot leger op de been, maar valt in handen van de vijand. De koning van het Zuiden wordt hoogmoedig, velt tienduizenden maar overwint niet.
Opnieuw brengt de koning van het Noorden een groot leger op de been en er breekt uit alle kanten een opstand uit tegen de koning van het Zuiden. Wetteloze Joden komen in opstand om een visioen te verwerkelijken, maar komen ten val. De koning van het Noorden trekt op en neemt een vestingstad in en later het Sieraadland. Hij huwelijkt zijn dochter uit aan de koning van het Zuiden om zijn rijk te verzwakken, maar zijn opzet slaagt niet. Hij verovert kustlanden, maar legt het af tegen een bevelhebber. Hij komt ten val en wordt opgevolgd door een heerser die veel belastingen heft, maar deze komt al snel ten val.
Nu staat er een verachtelijk man op, geen koning van geboorte maar door verwerving. Hij bedriegt degenen met wie hij een verbond sluit en werkt zich omhoog en wordt machtig. Als hij plotseling zeer vruchtbaar land verovert, deelt hij rijkdom met zijn aanhangers. Hij maakt plannen voor een grote strijd tegen de koning van het Zuiden. Als deze zich opmaakt voor de strijd wordt een aanslag op hem beraamd door zijn kring vertrouwelingen. Dit wordt zijn ondergang en zijn leger wordt onder de voet gelopen.
De koningen van het Zuiden en Noorden zitten aan één tafel, maar ze bedriegen elkaar. Dan keert de koning van het Noorden met veel buit terug naar zijn land. Op een later moment valt hij het Zuiden weer binnen, maar deze keer vallen de schepen van de Kittiërs hem  aan, waardoor hij schrikt en zich terugtrekt. Daarna wordt hij woedend op het heilig verbond. Zijn leger zullen het heiligdom ontwijden en een verwoesting brengend afgodsbeeld oprichten. De koning doet wat hij wil en verheft zich boven alle goden; tegen de God der goden spreekt hij lasterlijke dingen. Hij vereert de god der vestingen, een god die onbekend was voor zijn voorouders.
In die tijd komt het tot een conflict tussen de koningen van het Zuiden en Noorden. De koning van het noorden verovert als een vloedgolf landen, inclusief het Sieraadland en Egypte, waar hij veel buit verovert. Hij slaat zijn koninklijke tenten op tussen de heilige berg en het Sieraadland, maar dan vindt hij zijn einde zonder dat iemand hem helpt.

### Daniël 12
Op dit moment zal Michaël komen. Het zal een tijd van grote nood zijn, maar al degenen wiens namen in het boek staan, zullen worden bevrijd. Velen die in het stof van de aarde slapen, zullen ontwaken, sommigen tot eeuwig leven, anderen tot schaamte en eeuwige verachting; zij die wijs zijn, zullen stralen als de helderheid van de hemel, en zij die velen tot gerechtigheid leiden, zoals de sterren voor altijd en eeuwig." In de laatste verzen wordt de resterende tijd tot het einde onthuld: "een tijd, tijden en een halve tijd" (drie en een half jaar). Daniël begrijpt het niet en vraagt opnieuw wat er zal gebeuren, en er wordt gezegd: "Vanaf de tijd dat het dagelijkse offer wordt afgeschaft en de gruwel die verwoesting veroorzaakt, wordt opgericht, zullen er 1290 dagen zijn. Gezegend is hij die wacht en bereikt het einde van de 1335 dagen."

## Interpretatie
Over het algemeen zijn de joodse en christelijke interpretatie hetzelfde. Zo worden de vier koningen uitgelegd met:
1. Cambyses II (530-522 v.Chr.)
2. Gaumata (Pseudo-Smerdis) (522 v.Chr.)
3. Darius I Hystaspis (522-486 v.Chr.)
4. Xerxes I (486-465 v.Chr.)

Xerxes I (Perzische rijk) die in 480 v.Chr. met een strijdmacht richting Griekenland trok voor de tweede Perzische invasie van Griekenland, wordt in verband gebracht met de vierde koning. Zijn rijk wordt opgevolgd door een "machtig koning": Alexander de Grote (Macedonische rijk). Ondanks zijn glorieuze koningschap regeert Alexander de Grote maar een kleine 10 jaar. Zijn rijk wordt niet door zijn nageslacht geregeerd maar zijn generaals nemen het rijk over en vermoorden zijn twee zonen. De vier generaals:
1. Seleucus I Nicator krijgt Syrië in het oosten
2. Lysimachus krijgt Anatolië in het noorden
3. Ptolemaeus I Soter krijgt Egypte in het zuiden
4. Kassander krijgt Macedonië in het westen

Het visioen gaat verder over de 'koning van het Noorden' en 'koning van het Zuiden' (Lysimachus (noord) en Ptolemaeus I Soter (zuid)), die opgevolgd door hun nakomelingen Antiochus II (noord) en Ptolemaeus II Philadelphus (zuid). Deze twee koningen sluiten een vredesovereenkomst door middel van een huwelijk: Antiochus II trouwt met Bernice de dochter van Ptolemaeus II. Dit huwelijk slaagt niet omdat de vroegere vrouw van Antiochus II vergiftigt.
Ptolemaeus III Euergetes I erft het rijk van Ptolemaeus II Philadelphus, na een reeks veldslagen overwint hij de koning van het Noorden: Seleucus II Callinicus. De beide zonen van de koning van Syrië Seleucus II, Seleucus III Ceraunus en zijn broer Antiochus III de Grote, brengen een groot leger op de been om Ptolemaeus III te verslaan. Na drie verschillende veldtochten van Antiochus III verslaat Ptolemaeus IV zijn leger in Gaza. Ongeveer zestien jaar later weet Antiochus III Ptolemaeus V te verslaan met een groter leger dan bij de vorige nederlaag. Antiochus III verslaat in 198 v.Chr. de Egypte nog een keer, zelfs de keurtroepen worden terug gedreven naar Egypte en kunnen niks doen. Daarna neemt de koning van het noorden ook Israël (het Sieraadland) in.
Weer wordt er gesproken over een huwelijk, dit keer tussen Ptolemaeus V en de dochter van Antiochus III: Cleopatra VII. Verder ziet Daniël dat de koning van het noorden de eilanden in neemt. Dit duid op de eilanden rond het koninkrijk Griekenland. Maar daardoor raakt hij in oorlog met het Romeinse Rijk en wordt hij verslagen. Vanwege heiligschennis doden de burgers Antiochus III die wordt opgevolgd door zijn zoon: Seleucus IV Philopator. Hij laat een belastinginner door zijn land gaan die hoge belastingen vraagt. Deze koning wordt niet gedood door oorlog maar door een vergiftiging van zijn belastinginner.
Antiochus IV Epiphanes neemt het rijk over nadat hij is vrijgelaten door de Romeinen. Hij doet alles wat hij wil en ruimt iedereen uit de weg die hem tegen zit. De vorst van het verbond wordt in verband gebracht met de hogepriester: Onias III. Hij plundert Israël en voert veel mensen af. Bij de gruwel der verwoesting wordt volgens deze uitlegging gedoeld op een afgodsbeeld Zeus.
In het jodendom echter brengt men dit in verband met de Romeinen die onder keizer Titus in 70 n.Chr. de Joodse tempel verwoestten.
Omdat het laatste deel van het visioen spreekt over de eindtijd (Daniël 12:4) en er parallellen zijn met Jezus' eindtijdprofetieën in de evangeliën, beschouwen vooral eindtijdbewegingen het laatste deel van het visioen als nog onvervuld en daarmee als een profetie over de toekomst. Het laatste koninkrijk wordt soms met de antichrist in verband gebracht; men ziet het einde van het koninkrijk als de laatste slag in het dal van Megiddo: armageddon.